# La Belle Bête

La Belle Bête  est un film québécois de Karim Hussain sorti en 2006, d'après le roman éponyme de Marie-Claire Blais.

## Distribution
- Carole Laure : Louise
- Caroline Dhavernas : Isabelle-Marie
- Marc-André Grondin : Patrice
- David La Haye : Lanz
- Sébastien Huberdeau : Michael
- Ludivine Reding : Anne[1]
- Normand Lévesque : le professeur